# Simfonia núm. 27 (Mozart)
La Simfonia núm. 27 en sol major, K. 199 (K. 161b), és una composició de Wolfgang Amadeus Mozart escrita l'abril de l'any 1773.
La simfonia està instrumentada per a dues flautes, dues trompes, i corda. Consta de tres moviments, disposats segons l'esquema clàssic habitual del contrast ràpid-lent-ràpid:
1. Allegro, en compàs de 3/4.
2. Andantino grazioso, en compàs de 2/4.
3. Presto, en compàs de 3/8.